# Сен Мишел д'Егил
Сен Мишел д'Егил (на френски: Église Saint-Michel d'Aiguilhe) е историческа църква във Франция.
Построена е през 969 г. и влиза като исторически паметник в първия списък на Историческите паметници на Франция, съставен през 1840 г. и включващ общо 1034 паметника.
Тя е с римска архитектура. Построена е върху конусовидна вулканична скала, висока 85 метра. До църквата се стига по 268 стъпала, издълбани в скалата.
Според легендата през 1429 г. Изабел Роме, майката на Жана д'Арк, идва тук да се моли.
Църквата е построена в чест на завръщането от пътя към Сантяго.